# Architekturfragmente des Museums für Hamburgische Geschichte
Die Liste der Architekturfragmente des Museums für Hamburgische Geschichte führt die in der Architektur des Gebäudes des Museums für Hamburgische Geschichte integrierten Bauschmuckteile ehemaliger Bürger- und Staatsbauten auf. Sowohl in der Fassade, im Außengelände wie auch innerhalb der Ausstellungsräume sind Spolien – historische Wappen, Figuren und Portale, Türen und Decken – verbaut. Sie geben dem zwischen 1914 und 1922 errichteten Museumsbau eine sinnfällige Prägung, da sie das alte, nicht mehr vorhandene Hamburg aufgreifen, und entstanden in enger Zusammenarbeit zwischen dem Architekten Fritz Schumacher und dem damaligen Museumsdirektor Otto Lauffer. Die Bauteile zählen zum ersten Sammlungsbestand des Hauses und wurden vor allem im 19. Jahrhundert nach großen städtebaulichen Einschnitten – wie dem Großen Brand von 1842, dem Bau der Speicherstadt ab 1883 oder dem Abbruch der Gängeviertel – gerettet.
| Abbildung    | Fragment                                                                           | Herkunft                                               | Standort                                                                                          | Anmerkung |
| ------------ | ---------------------------------------------------------------------------------- | ------------------------------------------------------ | ------------------------------------------------------------------------------------------------- | --- |
|              | Portal                                                                             | Haus Speersort 14 53° 33′ 0″ N, 9° 59′ 55″ O           | Außengelände, Südseite, Eingang zur Terrasse                                                      | Das Haus wurde 1910 im Zuge der Sanierung der Altstadt abgebrochen. |
|              | Fassadenschmuck vier Büsten römischer Kaiser, ein Palmwedel und ein Familienwappen | Haus Düsternstraße 43–51 53° 33′ 3″ N, 9° 59′ 5″ O     | Außengelände, Südostwand                                                                          | Doppelhaus der Familie Schrötteringk von 1670, abgebrochen 1906 |
| Haupteingang | Fassadenschmuck drei gekreuzte Palmwedel                                           | Haus Neuer Wandrahm 10                                 | Außengelände, Haupteingang, über den Fenstern des 2. Stockwerks                                   | Hamburger Bürgerhaus des 17. Jahrhunderts, abgebrochen 1886, nach der Räumung des Wandrahmviertels für den Bau der Speicherstadt |
|              | Portal des Anbaus des Alten Rathauses                                              | Rathaus an der Trostbrücke                             | Außengelände, Ostseite, Eingangsvorplatz                                                          | Das alte Rathaus wurde beim Großen Brand 1842 gesprengt, neben diesem Portal sind einige weitere Fragmente im Besitz des Museums. |
|              | Portal des Cranz'schen Hauses                                                      | Haus Große Reichenstraße 49                            | Außengelände, Wallanlagen nördlich des Museums                                                    | Das Haus wurde 1617 erbaut und 1890 abgerissen |
|              | Kartusche mit den Initialen RB                                                     | Haus Große Reichenstraße 37                            | Außengelände, Wallanlagen nördlich des Museums, an der Rückseite des Portals vom Cranz'schen Haus | Die Kartusche war Teil des Portals des Hauses Große Reichenstraße. Die Initialen RB verweisen auf Anna Catharina Behrmann, geborene Rothenburger, die das Haus 1745 gekauft hat. |
|              | Pilasterschmuck                                                                    | Haus Neuer Wandrahm 10                                 | Außengelände, Wallanlagen nördlich des Museums, an der Rückseite des Portals vom Cranz'schen Haus | das Haus vom Neuen Wandrahm war ein Hamburger Bürgerhaus des 17. Jahrhunderts, abgebrochen 1886, nach der Räumung des Wandrahmviertels für den Bau der Speicherstadt |
|              | Portal                                                                             | Haus Rödingsmarkt 60                                   | Außengelände, Nordseite, Schmuckgarten                                                            | Portal aus dem Jahr 1631, das Haus wurde 1896 für eine Neubebauung abgerissen |
|              | Kugeldenkmal                                                                       | St. Annen-Friedhof, Wandrahm; später Gertrudenkirchhof | Außengelände, Nordseite, Schmuckgarten                                                            | nach Zerstörungen im Zweiten Weltkrieg im Schmuckgarten aufgestellt |
|              | Portal                                                                             | Haus Neuer Wall 72/74                                  | Außengelände, Nordseite östlicher Risalit                                                         | zwischen 1820 und 1830 von dem Architekten Johannes Nicolaus Kuhn für den holsteinischen Grafen Gerhard von Dernath errichtet, Abbruch um 1907/1908; zunächst im Museum für Kunst und Gewerbe, 1909 dem Museum übergeben. |
|              | Tympanon Merkur                                                                    | Haus Cremon 28                                         | Außengelände, Nordseite zwischen den Risaliten                                                    | Das Tympanon stammt vom Speicher des Hauses am Cremon aus dem Jahr 1789, Merkur steht hier vermutlich als Gott des Handels. |
|              | Inschrift Libertatem quam peperere                                                 | Deichtor, Innenseite                                   | Außengelände, Nordseite, Zwerchgiebel des östlichen Risaliten, unterhalb des Hamburg Wappens      | Libertatem quam peperere maiores digne studeat servare posteritas, Bedeutung: „Die Freiheit, die errungen die Alten, möge die Nachwelt würdig erhalten“; dieser Sinnspruch steht auch am heutigen Rathaus |
|              | Kaiserstatuen                                                                      | Rathaus an der Trostbrücke                             | Außengelände, Nordseite, Fassade                                                                  | 14 Statuen: ursprünglich schmückten 21 Kaiserfiguren, geschaffen zwischen 1602 und 1649, einen Anbau des Rathauses, die bei dessen Zerstörung beim Großen Brand 1842 gesichert werden konnten. Beim Neubau des Museums wurden 20 Figuren an der Fassade platziert, aufgrund von Kriegsschäden mussten davon sechs entfernt werden. |
|              | Portal                                                                             | Haus Große Reichenstraße 37                            | Außengelände, Nordseite, Vorsprung des Großen Hörsaals                                            | Das Haus wurde 1742 errichtet und 1908 im Zuge der Altstadt-Sanierung abgerissen. |
|              | Wappenstein der Familie Moller                                                     | Haus Neß 6                                             | Außengelände, Westseite, Terrassenmauer                                                           | |
|              | Portal                                                                             | Haus Neuer Wandrahm 10                                 | Außengelände, Westseite, südlicher Teil der Terrassenwand                                         | Hamburger Bürgerhaus des 17. Jahrhunderts, abgebrochen 1886, nach der Räumung des Wandrahmviertels für den Bau der Speicherstadt |
|              | Portal                                                                             | Spinnhaus                                              | Außengelände, Westseite, rechte Seite der Terrassenwand                                           | Strafanstalt von 1669 bis 1842 beim Alstertor, beim Großen Brand zerstört. |
|              | Portal                                                                             | Hauptkirche St. Petri                                  | Schumacherhof                                                                                     | Das Portal wurde 1604/1605 geschaffen, nach der Zerstörung der Kirche beim Großen Brand 1842 wurde dieses eingelagert und 1914 im Museum verbaut, 1941 durch eine Sprengbombe stark beschädigt, 1993 in den jetzigen Zustand saniert                                                                                               |
|              | Portal                                                                             | Haus Fischmarkt 5                                      | Schumacherhof                                                                                     | Das Haus wurde 1886 abgebrochen. |
|              | Fensterumrahmung                                                                   | Haus Neuer Wandrahm 10                                 | Innenräume, Erste Etage, Saal                                                                     | Hamburger Bürgerhaus des 17. Jahrhunderts, abgebrochen 1886, nach der Räumung des Wandrahmviertels für den Bau der Speicherstadt |
|              | Dielensäule                                                                        | Haus Deichstraße 53                                    | Innenräume, Erste Etage, Kaufmannsdiele                                                           | Althamburger Bürgerhaus, gebaut 1590, abgerissen 1909; auch der Festsaal des Hauses ist erhalten und wird im zweiten Stock ausgestellt. |
|              | Deckenmalerei                                                                      | Haus Grimm 31                                          | Innenräume, Erste Etage, Kaufmannsdiele                                                           | Das Haus wurde in der ersten Hälfte des 16. Jahrhunderts gebaut und 1943 durch Bomben zerstört. |
|              | Torbogen                                                                           | Jacobikirchhof / Steinstraße 124                       | Innenräume, Erste Etage                                                                           | Tordurchfahrt in den mit Fachwerkhäusern umbauten Jacobikirchhof, 1678 von Christian Precht mit christlichen Schnitzfiguren geschmückt, Abriss 1881 |
|              | Portal Kleine Rathaustür                                                           | Rathaus an der Trostbrücke                             | Innenräume, Erste Etage                                                                           | Das alte Rathaus wurde beim Großen Brand 1842 gesprengt, neben diesem Portal sind einige weitere Fragmente im Besitz des Museums und insbesondere im Außenbereich angebracht. |
|              | Portal                                                                             | Bauhof am Deichtor                                     | Innenräume, Erste Etage                                                                           | Der Bauhof bestand von 1660 bis 1847 auf dem Gelände des heutigen Deichtorplatzes; im Museum integriert sind drei Portale: Hauptportal, Fleetportal und Nordportal |
|              | Deckengemälde                                                                      | Haus Katharinenstraße 9                                | Innenräume, Zweite Etage                                                                          | Das Haus ist zwischen 1630 und 1640 entstanden und wurde 1941. |
|              | Festsaal                                                                           | Haus Deichstraße 53                                    | Innenräume, Zweite Etage                                                                          | Althamburger Bürgerhaus, gebaut 1590, abgerissen 1909; die Kaufmannsdiele des Hauses ist erhalten und wird im ersten Stock ausgestellt. |